# José Francisco Altur
José Francisco Altur (* 24. März 1968 in Valencia) ist ein ehemaliger spanischer Tennisspieler.

## Leben
Altur spielte bis zum August 1989 nur auf unterklassigen Turnierserien, wobei seine besten Ergebnisse zwei Halbfinalteilnahmen bei ATP-Challenger-Turnieren waren. Als Qualifikant kam er in die Hauptrunde des ATP-Turniers von San Marino, das er sensationell für sich entscheiden konnte. Dies wurde jedoch nicht zum Startpunkt einer großen Tenniskarriere, vielmehr sollte dies sein einziger ATP-Titel bleiben. 1990 stand er im Finale zweier Challenger-Turniere, unterlag jedoch in Kairo gegen Thomas Muster sowie in Salzburg gegen Horst Skoff. 1991 errang er den Challenger-Titel von Saragossa mit einem Finalsieg über Karsten Braasch, bis 1994 gelangen ihm drei weitere Titelgewinne auf der Challenger Tour. Die höchste Notierung in der Tennisweltrangliste erreichte er 1990 mit Position 88 im Einzel sowie Position 189 im Doppel.
Sein bestes Einzelergebnis bei einem Grand-Slam-Turnier war die Qualifikation für die Hauptrunde, dies gelang ihm bei allen vier Turnieren. Eine Einzelpartie konnte er jedoch bei insgesamt elf Anläufen nicht gewinnen. In der Doppelkonkurrenz trat er nur ein einziges Mal an; zusammen mit David Adams erreichte er 1990 die zweite Runde der Australian Open.
Nach dem Ende seiner Profikarriere arbeitete er als Trainer unter anderem für David Ferrer und Igor Andrejew.

## Besonderheiten
Altur ist zusammen mit Yahiya Doumbia (1988 in Lyon), Nicolás Lapentti (1995 in Bogotá) und Santiago Ventura (2004 in Casablanca) einer von vier Spielern, die bei ihrem ATP-Debüt sogleich das Turnier gewannen. Mit seinem Landsmann Ventura hat er zudem gemeinsam, dass der erste auch der gleichsam einzige ATP-Einzeltitel blieb.

## Turniersiege
| Legende                       |
| Grand Slam                    |
| Tennis Masters Cup            |
| ATP Masters Series            |
| ATP International Series Gold |
| ATP International Series (1)  |

### Einzel
| Nr. | Datum | Turnier    | Belag | Finalgegner  | Ergebnis      |
| --- | ----- | ---------- | ----- | ------------ | ------------- |
| 1.  | 1989  | San Marino | Sand  | Roberto Azar | 6:7, 6:4, 6:1 |